# ويليام جاي باتون
ويليام جاي باتون (بالإنجليزية: William J. Paton)‏ هو لاعب كرة قدم بريطاني في مركز الوسط، ولد في القرن العشرين، وتوفي في 2002. لعب مع يوفل تاون.